# Samorząd terytorialny Słowacji
Samorząd terytorialny w Republice Słowackiej – struktura samorządu terytorialnego zorganizowana na Słowacji. O samorządzie terytorialnym mówi rozdział IV (art. 64–71) Konstytucji Republiki Słowackiej. Artykuł 64 Konstytucji Słowacji stanowi, iż „Podstawą samorządu terytorialnego jest gmina. Samorząd terytorialny tworzy gmina i wyższa jednostka terytorialna (kraj).”

## Podział samorządu terytorialnego
Konstytucja słowacka w sposób enumeratywny wymienia jednostki podziału samorządu terytorialnego. Zgodnie z artykułem 64 Konstytucji Republiki Słowackiej od 1 września 1992 r. struktura samorządu terytorialnego na Słowacji jest dwustopniowa. Podstawową jednostkę podziału terytorialnego kraju – podobnie jak ma to miejsce w Polsce – stanowi gmina. Natomiast drugim stopniem jest wyższa jednostka terytorialna, czyli kraj. Zarówno gminy, jak i kraje są samodzielnymi samorządowymi i administracyjnymi jednostkami, skupiającymi osoby posiadające na ich terenie miejsce stałego pobytu. Na Słowacji powiaty nie są częścią samorządu terytorialnego.

## Aktualny podział administracyjny Słowacji
Słowacja jest państwem unitarnym. Od 1 lipca 1996 r. Republika Słowacka dzieli się na 8 krajów. Nazwy krajów pochodzą od stolic: Kraj bratysławski (Bratislavský kraj), Kraj bańskobystrzycki (Banskobystrický kraj), Kraj koszycki (Košický kraj), Kraj nitrzański (Nitriansky kraj), Kraj preszowski (Prešovský kraj), Kraj trenczyński (Trenčiansky kraj), Kraj trnawski (Trnavský kraj) oraz Kraj żyliński (Žilinský kraj). Kraje dzielą się na powiaty – których liczba wynosi 79, powiaty natomiast dzielą się na 2883 gminy i 138 gmin miejskich. Dzielnice Bratysławy i Koszyc istnieją na prawach miejskich, stąd podział terytorium Bratysławy na 5 powiatów miejskich, zaś terytorium Koszyc – na 4 powiaty miejskie.

## Gmina

### Charakterystyka gminy
Gmina (obec) to najniższa, samodzielna terytorialna i administracyjna jednostka kraju. Łączy ona osoby, które są zameldowane na pobyt stały w danym miejscu. Gmina posiada osobowość prawną, w związku z tym mogą występować na równi z innymi osobami prawnymi. Na podstawie określonych ustawą praw samodzielnie gospodaruje własnym majątkiem i środkami pieniężnymi. Swoje zadania finansuje przede wszystkim z dochodów własnych, a także z dotacji państwowych. Jej dochody kształtowane są poprzez udział w podatkach ogólnych od osób fizycznych i od przedsiębiorstw, a także środków transportu. W dochodach własnych dominuje podatek od nieruchomości. Słowackie gminy znane są z dużego udziału inwestycji w budżetach. Gminy, jak wynika z regulacji konstytucyjnych, w celu ochrony interesu publicznego mogą się stowarzyszać w organizacje międzygminne.

### Zadania gminy
Gmina zapewnia budowę i utrzymanie dróg lokalnych, administruje cmentarzami komunalnymi, obiektami związanymi z kulturą oraz zabytkami, sportem i atrakcjami turystycznymi. Prowadzi działania na rzecz rozwoju kultury, sztuki, sportu i rekreacji. Zapewnia usługi publiczne, m.in. transport publiczny, gospodarka odpadami komunalnymi, utrzymanie czystości w gminie, planowanie gospodarka przestrzenna, w tym w szczególności zarządzanie i utrzymanie publicznych obszarów zielonych, oświetlenia publicznego, zaopatrzenie w wodę, utrzymanie kanalizacji i oczyszczanie ścieków, zarządzanie targami oraz pomoc socjalna.

### Organy gminy
Organy gminy to gminne przedstawicielstwa oraz starosta gminy. Pierwsze z nich – gminne przedstawicielstwa – tworzą posłowie gminnego przedstawicielstwa. Radnych wybierają na czteroletnią kadencję obywatele stale zamieszkujący obszar danej gminy. Starosta gminy pełni natomiast funkcję organu wykonawczego, a także sprawuje władzę administracyjną w gminie i jest jej reprezentantem na zewnątrz. Wybierany jest przez obywateli gminy, stale zamieszkujących na jej obszarze na podstawie powszechnego, równego i bezpośredniego prawa wyborczego w tajnym głosowaniu. Kadencja starosty gminy, podobnie jak radnych gminnych trwa 4 lata.

## Kraj

### Charakterystyka kraju
Wyższa jednostka terytorialna (słow. kraj), to odpowiednik polskich województw na Słowacji. Podobnie jak gmina posiada osobowość prawną, w związku z tym może występować na równi z innymi osobami prawnymi. Analogicznie do gmin, ma uprawnienie łączyć się z innymi krajami.

### Organy kraju
Organami krajów są: przedstawicielstwo wyższej jednostki terytorialnej i przewodniczący wyższej jednostki terytorialnej. Przedstawicielstwo tworzą radni wybierani na czteroletnią kadencję, w wyborach powszechnych. Przewodniczącego tej jednostki natomiast wybierają obywatele stale zamieszkujący na terenie wyższej jednostki terytorialnej, na podstawie powszechnego, równego i bezpośredniego prawa wyborczego w tajnym głosowaniu. Jego kadencja również trwa 4 lata. Przewodniczący jest organem wykonawczym, wykonuje on administrację wyższej jednostki terytorialnej i reprezentuje ją na zewnątrz.

## Nadzór nad samorządem
Nadzór nad samorządem sprawuje administracja rządowa, która bada legalność decyzji organów lokalnych i regionalnych. Ważną rolę w gminach i regionach sprawuje główny kontroler, który jest powoływany przez organy wyższego szczebla – organy przedstawicielskie.